# Thomas L. Wilhite
Thomas L. Wilhite ou Tom Wilhite (né le 18 septembre 1952) est un producteur cinématographique américain. Il est connu pour avoir lancé des changements au sein du studio Walt Disney Productions au début des années 1980 avant de fonder son propre studio Hyperion Pictures. 

## Biographie
Thomas L. Wilhite est né le 18 septembre 1952 à Keswick dans l'Iowa

### Carrière chez Disney
Leonard Maltin note un changement passé inaperçu en 1980 mais qu'il considère comme génial, la nomination de Tom Wilhite comme vice-président chargé du développement des films d'animation et de la télévision. Il était le responsable de la publicité et alors âgé de 27 ans. Maltin ne précise pas la date de nomination. Dans la presse, il est crédité comme chef de la publicité lors de la sortie du Trou noir jusqu'en décembre 1979 mais en janvier 1980 il est présenté comme directeur des affaires créatives, dénomination proche de celle du développement. Maltin explique que Wilhite est alors intéressé par l'authentique et non pas les changements cosmétiques. 
En février 1980, après la nomination de Card Walker comme PDG de Disney à la place de Donn Tatum, Ron Miller est nommé président de la société. Ce poste permet à Miller d'influencer les productions cinématographiques en vue de les revitaliser tandis que Walker prend en charge le projet EPCOT. John Taylor écrit que Miller aurait poussé à cette nomination.
Wilhite va solliciter des scénarios, des droits et des idées auprès de toutes les personnes de l'industrie du cinéma, environnement dont le studio était isolé depuis cinquante ans. Wilhite demande l'autorisation d'utiliser le principe de la participation aux profits dans les négociations avec les intervenants d'Hollywood, réalisateurs ou acteurs, la plupart refusant auparavant de travailler avec Disney. Wilhite encourage aussi les productions internes avec le lancement de petits projets dont le meilleur exemple est Vincent (1982) de Tim Burton. Wilhite organise la signature du contrat pour deux films avec Elliott Gould.
Vers mars 1983, Ron Miller qui vient d'être renouvelé au poste de président et en plus de directeur général décide de remplacer Tom Wilhite par Richard Berger. Wilhite était responsable des productions cinématographiques et même si Miller a apprécié les idées des deux années précédentes elles n'avaient pas généré les succès escomptés. L'une des dernières actions de Wilhite a été d'inciter le studio à développer un second label cinématographique. Ron Miller le prendra au mot avec la création de Touchstone Pictures en 1984.
Désormais indépendant, Wilhite fonde en 1984 le studio Hyperion Pictures.

## Filmographie
- Le Petit Grille-pain courageux (1987, avec Walt Disney Pictures)
- The Runestone (1990)
- Homère le roi des cabots (Rover Dangerfield, 1991)
- Bébé's Kids (1992)
- Itsy Bitsy Spider (1992)
- Chair de poule (1995-1998)
- La Carte du cœur (Playing by Heart, 1998)
- Le Petit Grille-pain courageux : À la rescousse (1998)
- Le Petit Grille-pain courageux : Objectif Mars (1999)
- The Tangerine Bear: Home in Time for Christmas! (2000)
- The Adventures of Tom Thumb and Thumbelina (2002)
- Three Way ou Kidnapping  (2004)
- Cool Attitude, le film (The Proud Family Movie, 2005)
- Marigold (2006)
- The Oz Kids Movie (2026)